# Elias Ashmole
Elias Ashmole, né le 23 mai 1617 à Lichfield et mort le 18 mai 1692 à Lambeth, est un antiquaire, homme politique, astrologue, étudiant en alchimie, officier d'arme anglais et un des premiers francs-maçons spéculatifs. Il soutient les royalistes et la restauration de Charles II pendant les guerres civiles anglaises et reçoit plusieurs charges lucratives en remerciement. Il est l'un des fondateurs de la Royal Society, institution destinée à la promotion des sciences. Collectionneur passionné tout au long de sa vie, sa collection d'objet acquis auprès du voyageur et botaniste John Tradescant, ainsi que sa bibliothèque personnelle composée de nombreux ouvrages et manuscrits très divers sur l'histoire et les sciences fait partie de l'Ashmolean Museum créé spécifiquement après sa mort et appartenant à l'Université d'Oxford.

## Biographie

### Avocat, royaliste et franc-maçon
Elias Ashmole est né à Breadmarket Street, Lichfield, Staffordshire. Sa famille a des affaires de négoces importantes, mais sa fortune est en baisse à sa naissance. Sa mère, Anne, est la fille d'un riche drapier de Coventry, Anthony Bowyer, et un parent de James Paget, un baron de l'Échiquier (en). Son père, Simon Ashmole (1589-1634), est un sellier ayant servi comme soldat en Irlande et en Europe. Elias Ashmole suit des cours à la Lichfield Grammar School (actuelle King Edward VI school) et devient choriste à la cathédrale de Lichfield. En 1633, il part vivre à Londres comme précepteur pour les fils de James Paget, et en 1638, avec son aide, il devient avocat.
Il réussit dans cette vocation juridique à Londres et épouse Eleanor Mainwaring (1603-1641), membre d'une famille aristocratique, qui meurt pendant une grossesse, seulement trois ans après leur union, le 6 décembre 1641. Dès sa jeunesse Elias Ahsmole commence à agrandir sa fortune, il se lie également d'amitié avec le major-général Charles Worsley, beau-frère de sa sœur Mary Ashmole, qui a épousé John Booth, de Salford.
Elias Ashmole soutient Charles Ier dans la guerre civile. Au début des combats en 1642, il quitte Londres pour la maison de son beau-père Peter Mainwaring de Smallwood, Là, il vit en retrait jusqu'à 1644, jusqu'à sa nomination comme commissaire du roi à Lichfield. Peu de temps après, à la suggestion de George Wharton, un astrologue de premier plan avec de solides relations judiciaires, il reçoit un poste militaire à Oxford, où il a servi comme officier d'ordonnance pour les forces du roi. Pendant son temps libre, il étudie les mathématiques et la physique. Il acquiert un intérêt profond pour l'astronomie, l'astrologie et la magie. À la fin de 1645, il quitte Oxford pour accepter le poste de commissaire à Worcester. Il reçoit également un poste militaire supplémentaire de capitaine dans le régiment de lord Astley, une partie de l'infanterie royaliste, mais en tant que mathématicien, il est détaché à des postes d'artilleurs. Il ne semble jamais avoir participé à un combat réel.
Après avoir servi quelque temps dans l'armée, il quitte le service pour se livrer à l'étude. Il s'occupe d'abord de magie, et publie en 1650 et 1652 quelques traités sur cette science chimérique, puis se livra à des recherches historiques. Il publie en 1672 les Institutions, lois et cérémonies de l'ordre de la Jarretière, ouvrage estimé, qui lui fait donner par Charles II la place de héraut d'armes à Windsor.
Elias Ashmole est aussi connu pour avoir rapporté dans ses mémoires le premier témoignage historique d'appartenance à la franc-maçonnerie. Initié en octobre 1646, il est l'un des tout premier franc-maçon spéculatif dont l'histoire ait retenu le nom.

### Collections

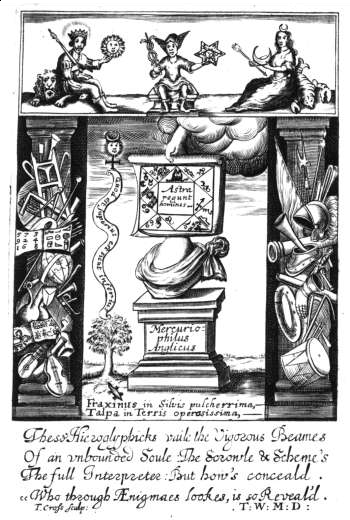
Fasciculus chemicus

En 1646-47, Elias Ashmole fait plusieurs tentatives de rapprochement avec de riches veuves dans le but de contracter un bon mariage et de s'assurer une sécurité financière . En 1649, il épouse lady Mary Mainwaring, fille de Sir William Forster of Aldermaston, une riche veuve par trois fois de vingt ans son aînée . Le mariage est célébré malgré l'opposition de la famille de la mariée, et n'est pas connu pour avoir été harmonieux. La demande de séparation et de pension alimentaire demandée par Mary Mainwaring fut déboutée par la Cour en 1657. Néanmoins, le mariage fournit à Elias Ashmole la jouissance des terres du premier époux de Mary situées à Bradfield, Berkshire. Cela lui laisse le loisir de continuer à s'adonner à ses passions comme la botanique et l'alchimie par exemple sans avoir à se soucier du lendemain. Il s'arrange pour faire libérer de prison son ami Wharton et l'embauche pour s'occuper de ses terres.
Au cours des années 1650, il consacre beaucoup d'énergie à l'étude de l'alchimie. En 1650, il publie Fasciculus Chemicus sous le pseudonyme anagrammatique de « James Hasolle ». Cette œuvre est une traduction anglaise de deux œuvres alchimiques latines, l'une d'Arthur Dee, le fils de John Dee. En 1652, il publie son plus important ouvrage alchimique, Theatrum Chemicum Britannicum, une compilation largement annotée de poèmes métaphysiques. Le livre conserve et met à disposition de nombreuses œuvres qui n'existent auparavant que dans des manuscrits privés.[17]. Il y a peu de preuves qu'il ait mené ses propres expériences alchimiques. Il semble avoir été un collectionneur d'écrits alchimiques et un étudiant de l'alchimie plutôt qu'un pratiquant actif, et se décrit comme un élève de William Backhouse. Sa dernière publication alchimique fut The Way to Bliss en 1658, mais son intérêt semble s'atténuer en faveur de ses autres activités [2] Elias Ashmole encourage l'utilisation de remèdes thérapeutiques basés sur les formes galéniques et paracelsiens. Ses travaux tentent de fusionner les deux écoles. The Way to Bliss recommande des moyens de prévenir la maladie: une alimentation équilibrée, un exercice modéré et suffisamment de sommeil. Ses travaux sont étudiés par d'autres philosophes naturalistes, tels qu'Isaac Newton
Elias Ashmole rencontre le botaniste et collectionneur John Tradescant le Jeune vers 1650. ce dernier à avec son père, construit une vaste et célèbre collection de plantes exotiques, de spécimens de minéraux et d'autres curiosités du monde entier dans leur maison de Lambeth. Elias Ashmole l'aide à cataloguer sa collection en 1652 et en 1656 il finance la publication du catalogue, le Musaeum Tradescantianum. En 1659, le père Tradescant ayant perdu son fils unique sept ans auparavant, lui cède légalement sa collection. En vertu de l'accord, il en prend possession lors de son décès en 1662. Toutefois, sa veuve conteste l'acte affirmant que son mari l'avait signé lorsqu'il était ivre sans en connaître le contenu. L'affaire est réglée à la chancellerie en sa faveur deux ans plus tard. Sa femme garde la collection en fiducie jusqu'à sa mort. La pugnacité pour obtenir la collection que déploie Elias Ashmole amène quelques chercheurs à considérer qu'Ashmole est un ingrat et un ambitieux s'étant approprié l'héritage d'un véritable héros pour sa propre glorification,.

### Restauration
Elias Ashmole se lance dans d'autres catalogues, dont l'un des collections de pièces de monnaie romaines de la bibliothèque Bodleian, qu'il a finalement complétée en 1666 après huit années de travail. Ces travaux sont interrompus par la restauration de Charles II en 1660, lorsque la loyauté d'Ashmole fut largement récompensée par des fonctions politiques. Il est nommé secrétaire et greffier des tribunaux du Surinam et contrôleur du bureau des blancs. Bien que ces deux titres ne semblent pas avoir généré de revenus ni de fonctions spécifiques, il est également devenu commissaire puis contrôleur de l’accise à Londres, puis est nommé comptable général de cette instance. Il est responsable d'une grande partie des revenus du roi. Ces derniers postes lui rapportent des revenus considérables ainsi qu'un pouvoir de favoritisme important. Le roi le charge de préparer un catalogue des pièces de monnaie et des médailles de la collection royale et le nomme à la tête d'une commission chargée de retrouver les objets de la collection dispersés ou vendus par le régime parlementaire.
Elias Ashmole est un des membres fondateurs de la Royal Society en 1661, mais il n'est pas très actif dans la celle-ci. Sa nomination la plus importante est celle pour le College of Arms en tant que héraut d'armes ordinaire des Windsor en juin 1660. Dans cette fonction, il se consacre à l'étude de l'histoire de l'ordre de la Jarretière, qui l'intéresse particulièrement depuis 1650. Il propose un motif pour les armoiries de la Royal Society
En 1665, il rassemble des informations pour son histoire du comté, The Antiquities of Berkshire et en 1672, il publie Institution, lois et cérémonies du très noble ordre de la jarretière, un somptueux livre illustré par Wenceslaus Hollar, pour lequel il a mené des années de recherche. Une tentative antérieure de se faire connaître en tant qu'historiographe officiel de l'ordre avait échoué, mais ce travail l'établis fermement comme expert. Il en écrit une grande partie en 1665 alors qu'il vit dans le comté pour échapper à la grande peste qui sévit alors à Londres [23]. Les copies de présentation envoyées aux membres étrangers de l’ordre ont été personnalisées par des insignes en or du roi du Danemark, de l’électeur de Brandebourg et de l’électeur palatin. Elias Ashmole execute scrupuleusement le travail héraldique et généalogique et il est considéré comme une autorité en matière de protocole et de cérémonie de la cour.

### Ashmolean Museum
En 1669, Elias Ashmole est titulaire d’un doctorat en médecine de l’Université d’Oxford. Il mainteint ses liens avec l'université et en 1677, ilfait don à l'université de la collection Tradescant, ainsi que du matériel qu'il avait collecté de manière indépendante, à la condition qu'un établissement convenable soit construit pour abriter le matériel et le mettre à disposition du public. En 1678, au milieu de nouvelles disputes juridiques autour de la collection Tradescant, Hester fut retrouvé noyé dans un étang de jardin. Au début de 1679, Ashmole reprend le bail de la propriété Tradescant et commence à fusionner ses collections propres et les collections Tradescant en une seule.
L'Ashmolean Museum est en 1683 considéré comme le premier musée véritablement public d’Europe. Selon Anthony Wood, la collection a rempli douze wagons lors de son transfert à Oxford. Une grande partie de la collection d’Ashmole, destinée au musée, comprenant des antiquités, des livres, des manuscrits, des estampes et 9 000 pièces de monnaie et médailles, a été détruite dans un incendie désastreux au Middle Temple le 26 janvier 1679. [34] À la suite de l'incendie, la proportion de la collection provenant des Tradescant devient plus importante que prévu et de l'avis du professeur Michael Hunter ce malheur a contribué aux critiques selon lesquelles Ashmole aurait pris une part injuste du crédit dans la constitution de la collection qui revenait aux Trandescant

## Ouvrages
- Theatrvm chemicvm britannicum, containing severall poeticall pieces of our famous English philosophers, who have written the hermetique mysteries in their owne ancient language, Londres, 1652 ; réimpr. New York, 1967. Anthologie d'alchimie.
- Antiquities of Berkshire, 1665.
- 1658 - The way to bliss : in three books
- 1660 - Sol in ascendente: or, the glorious appearance of Charles the Second
- The visitation of Berkshire, 1664-1666, 1664-1666
- The Institution, Laws and Ceremonies of the Most Noble Order of the Garter, 1672. Sur l'ordre de la jarretière.